# Chloé Graftiaux
Chloé Graftiaux (18 de julio de 1987 en Bruselas, Bélgica – 21 de agosto de 2010 en Courmayeur, Italia) fue una escaladora belga, quien falleció cayendo desde una altura de 3,773 metros (12,379 pies) en el Aiguille Noire de Peuterey en los Alpes del Mont Blanc, a los 23 años de edad.
En la temporada de 2010 de la IFSC Bouldering World Cup, ganó el oro en los eventos de la Copa Mundial en Vail, Estados Unidos y Sheffield, Reino Unido y terminó en tercer puesto en la clasificación general.
Fue una campeona de escalada múltiple. En enero de 2010, ganó el Ice Master-WorldCupe de escalada en hielo en el Valle di Daone.

El 21 de agosto de 2010, subió al Aiguille Noire de Peuterey con su compañero de escalada, Nicolas. Mientras descendían la cara del sur de la montaña una roca se soltó. Ella no estaba atada a la cuerda y falleció por la caída.

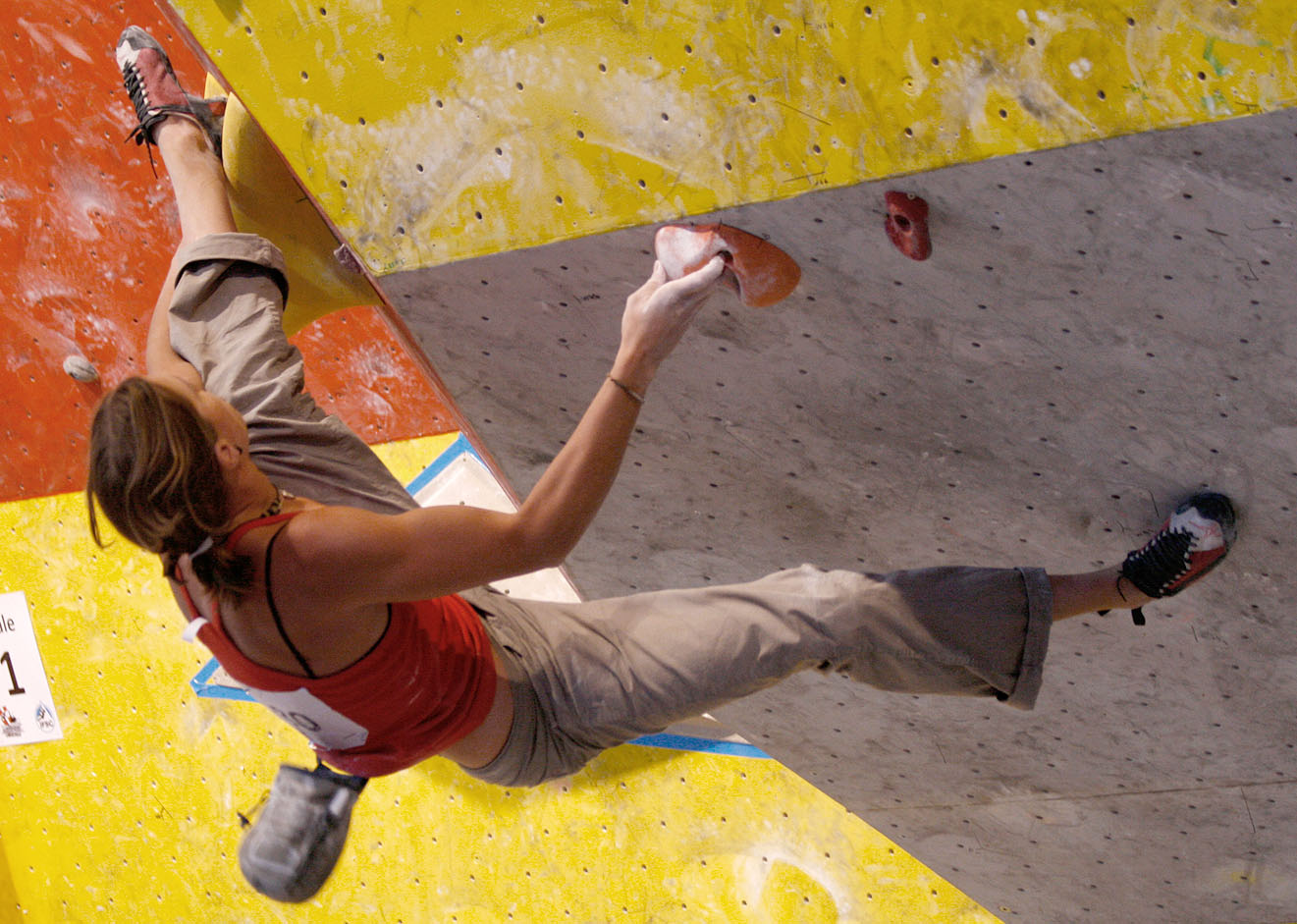
Graftiaux durante la IFSC Bouldering World Cup 2010 en Viena.
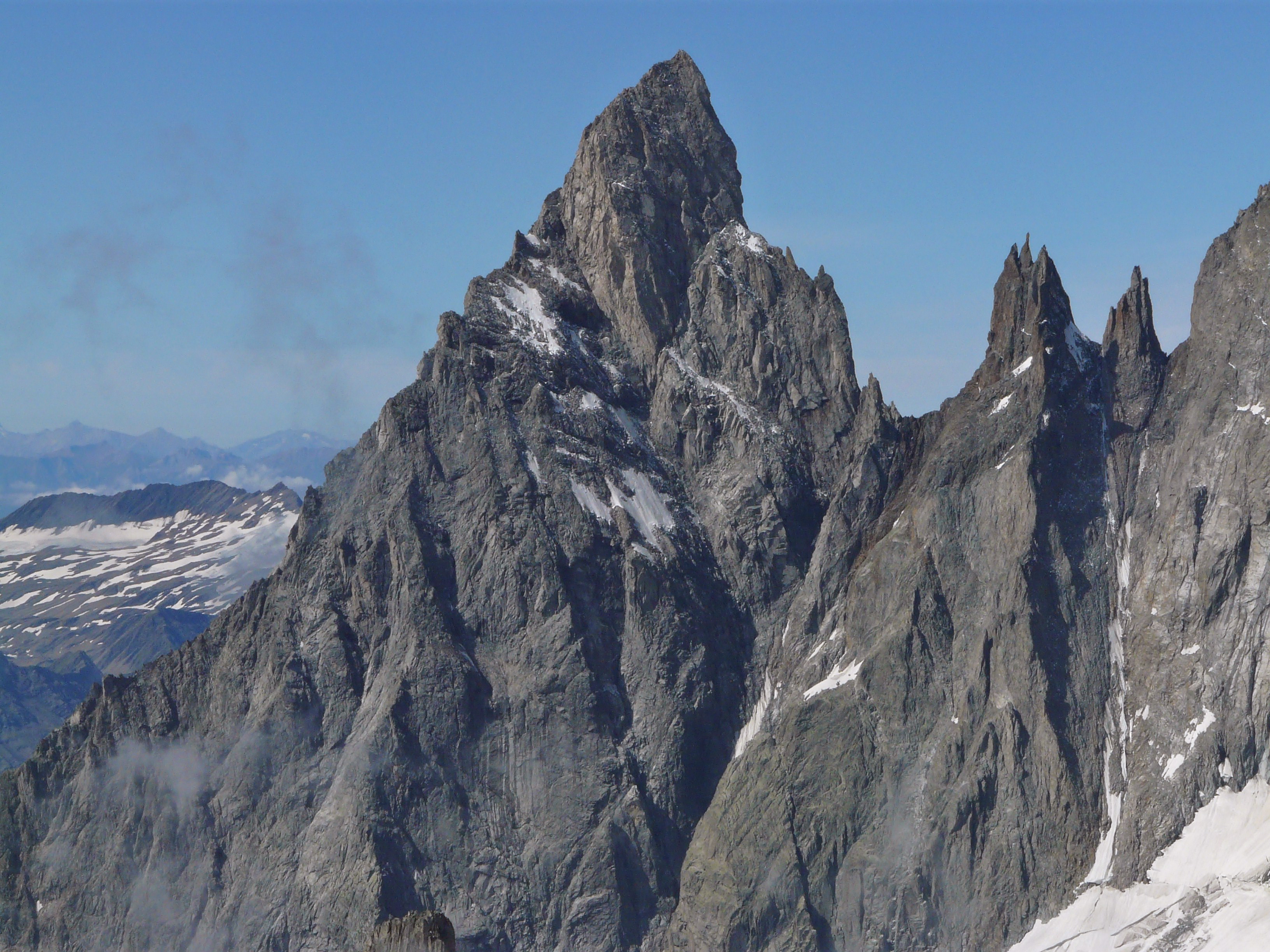
El Aiguille Noire de Peuterey y Les Dames Anglaises vistos desde Pointe Helbronner en julio de 2009.